# Березниковский муниципальный округ
Муниципальный округ город Березники́ — муниципальное образование в Пермском крае России. Административный центр — город Березники. 
Располагается в границах двух административно-территориальных единиц: город краевого значения Березники и Усольский район.

## История
В 2005 году было создано муниципальное образование городской округ «Город Березники», в который вошёл единственный населённый пункт — город Березники.
В 2018 году муниципальное образование Усольский муниципальный район и все входившие в его состав поселения были упразднены и объединены с Березниками в новое единое муниципальное образование «Город Березники» со статусом городского округа или Березниковский городской округ. В рамках административно-территориального устройства Пермского края Усольский район продолжает числиться как отдельная административно-территориальная единица.
С 1 января 2025 года городской округ был преобразован в Муниципальный округ город Березники.

## Население
| 2000     | 2002     | 2005     | 2008     | 2009     | 2010     | 2011     | 2012     | 2013     |
| -------- | -------- | -------- | -------- | -------- | -------- | -------- | -------- | -------- |
| 179 963  | ↘175 297 | ↘169 910 | ↘165 950 | ↘164 873 | ↘156 466 | ↘156 304 | ↘154 632 | ↘152 966 |
| 2014     | 2015     | 2016     | 2017     | 2018     | 2019     | 2020     | 2021     | 2023     |
| ↘150 696 | ↘148 955 | ↘146 626 | ↘145 115 | ↘143 072 | ↗155 481 | ↘153 162 | ↘151 797 | ↘148 978 |

### Урбанизация
Городское население (города Березники и Усолье) составляет 94,37 % населения округа.

## Населённые пункты
В округ входит 71 населённый пункт, в том числе 2 города (Березники и Усолье) и 69 сельских населённых пунктов.
| №  | Населённый пункт  | Тип     | Население | Бывшее муниципальное образование (до 2018 года) | Территориальный отдел |
| -- | ----------------- | ------- | --------- | ----------------------------------------------- | --------------------- |
| 1  | Березники         | город   | ↘134 098  | городской округ город Березники                 |                       |
| 2  | Усолье            | город   | ↘6489     | Усольское городское поселение                   | Усольский             |
| 3  | Белая Пашня       | деревня | →154      | Романовское сельское поселение                  | Романовский           |
| 4  | Берёзовка         | село    | ↗559      | Усольское городское поселение                   | Берёзовский           |
| 5  | Большое Кузнецово | деревня | 6         | Усольское городское поселение                   | Берёзовский           |
| 6  | Быстрая           | деревня | 10        | Усольское городское поселение                   | Орлинский             |
| 7  | Быстринская База  | деревня | 2         | Усольское городское поселение                   | Орлинский             |
| 8  | Васильева         | деревня | 4         | Усольское городское поселение                   | Пыскорский            |
| 9  | Вересовая         | деревня | 0         | Усольское городское поселение                   | Пыскорский            |
| 10 | Верх-Кондас       | село    | 118       | Усольское городское поселение                   | Пыскорский            |
| 11 | Верхние Новинки   | деревня | 9         | Усольское городское поселение                   | Пыскорский            |
| 12 | Вогулка           | деревня |           | Романовское сельское поселение                  | Романовский           |
| 13 | Вогулка           | посёлок | ↗214      | Романовское сельское поселение                  | Романовский           |
| 14 | Володин Камень    | деревня | ↘28       | Романовское сельское поселение                  | Романовский           |
| 15 | Вяткино           | деревня | 1         | Усольское городское поселение                   | Пыскорский            |
| 16 | Городище          | деревня | 29        | Усольское городское поселение                   | Пыскорский            |
| 17 | Гунина            | деревня | 19        | Усольское городское поселение                   | Берёзовский           |
| 18 | Дзержинец         | посёлок | →36       | Романовское сельское поселение                  | Романовский           |
| 19 | Железнодорожный   | посёлок | ↘1332     | Троицкое сельское поселение                     | Троицкий              |
| 20 | Жуклино           | деревня | ↗3        | Романовское сельское поселение                  | Романовский           |
| 21 | Загижга           | деревня | 11        | Усольское городское поселение                   | Берёзовский           |
| 22 | Закаменная        | деревня | →3        | Романовское сельское поселение                  | Романовский           |
| 23 | Заразилы          | деревня | 22        | Усольское городское поселение                   | Пыскорский            |
| 24 | Зуево             | деревня | ↗19       | Романовское сельское поселение                  | Романовский           |
| 25 | Зыряна            | деревня | 16        | Усольское городское поселение                   | Берёзовский           |
| 26 | Игнашина          | деревня | 19        | Усольское городское поселение                   | Берёзовский           |
| 27 | Казарма 192 км    | нп      | 0         | Троицкое сельское поселение                     | Троицкий              |
| 28 | Карандашёва       | деревня | 4         | Усольское городское поселение                   | Пыскорский            |
| 29 | Кедрово           | деревня | 5         | Усольское городское поселение                   | Пыскорский            |
| 30 | Кекур             | деревня | 22        | Усольское городское поселение                   | Пыскорский            |
| 31 | Кокуй             | деревня | 6         | Усольское городское поселение                   | Берёзовский           |
| 32 | Кокшарово         | деревня | 0         | Троицкое сельское поселение                     | Троицкий              |
| 33 | Кондас            | деревня | 92        | Орлинское сельское поселение                    | Орлинский             |
| 34 | Левино            | деревня | 36        | Усольское городское поселение                   | Берёзовский           |
| 35 | Лемзер            | посёлок | 86        | Усольское городское поселение                   | Пыскорский            |
| 36 | Лубянка           | деревня | 0         | Усольское городское поселение                   | Пыскорский            |
| 37 | Лысьва            | посёлок | 205       | Усольское городское поселение                   | Пыскорский            |
| 38 | Малое Романово    | деревня | ↘6        | Романовское сельское поселение                  | Романовский           |
| 39 | Малютина          | деревня | 7         | Усольское городское поселение                   | Пыскорский            |
| 40 | Мостовая          | деревня | 7         | Усольское городское поселение                   | Пыскорский            |
| 41 | Мыслы             | деревня | 15        | Усольское городское поселение                   | Пыскорский            |
| 42 | Нижние Новинки    | деревня | 11        | Усольское городское поселение                   | Пыскорский            |
| 43 | Николаев Посад    | посёлок | 32        | Троицкое сельское поселение                     | Троицкий              |
| 44 | Овиново           | деревня | 11        | Усольское городское поселение                   | Пыскорский            |
| 45 | Огурдино          | посёлок | 80        | Орлинское сельское поселение                    | Орлинский             |
| 46 | Орёл              | посёлок | ↘1556     | Орлинское сельское поселение                    | Орлинский             |
| 47 | Ощепково          | село    | 156       | Усольское городское поселение                   | Пыскорский            |
| 48 | Петрово           | деревня | 45        | Орлинское сельское поселение                    | Орлинский             |
| 49 | Пешково           | деревня | 40        | Орлинское сельское поселение                    | Орлинский             |
| 50 | Пишмино           | деревня | 0         | Усольское городское поселение                   | Берёзовский           |
| 51 | Полом             | деревня | 16        | Усольское городское поселение                   | Пыскорский            |
| 52 | Пыскор            | село    | ↘885      | Усольское городское поселение                   | Пыскорский            |
| 53 | Разим             | деревня | →4        | Романовское сельское поселение                  | Романовский           |
| 54 | Расцветаево       | посёлок | 36        | Усольское городское поселение                   | Пыскорский            |
| 55 | Релка             | деревня | 8         | Усольское городское поселение                   | Берёзовский           |
| 56 | Романово          | село    | ↗684      | Романовское сельское поселение                  | Романовский           |
| 57 | Сгорки            | деревня | 14        | Усольское городское поселение                   | Берёзовский           |
| 58 | Селино            | деревня | 1         | Усольское городское поселение                   | Берёзовский           |
| 59 | Сибирь            | деревня | →15       | Романовское сельское поселение                  | Романовский           |
| 60 | Солнечный         | посёлок | ↗9        | Романовское сельское поселение                  | Романовский           |
| 61 | Сороковая         | деревня | 37        | Усольское городское поселение                   | Берёзовский           |
| 62 | Таман             | село    | ↘82       | Усольское городское поселение                   | Орлинский             |
| 63 | Трезубы           | деревня | 23        | Усольское городское поселение                   | Берёзовский           |
| 64 | Троицк            | село    | 14        | Троицкое сельское поселение                     | Троицкий              |
| 65 | Турлавы           | деревня | 208       | Орлинское сельское поселение                    | Орлинский             |
| 66 | Шварева           | деревня | 9         | Усольское городское поселение                   | Пыскорский            |
| 67 | Шварево           | деревня | 16        | Усольское городское поселение                   | Пыскорский            |
| 68 | Шемейный          | посёлок | 267       | Усольское городское поселение                   | Пыскорский            |
| 69 | Шиши              | деревня | 32        | Троицкое сельское поселение                     | Троицкий              |
| 70 | Шишкино           | деревня | 4         | Усольское городское поселение                   | Берёзовский           |
| 71 | Щекино            | село    | ↘217      | Усольское городское поселение                   | Берёзовский           |

### Упразднённые населённые пункты
В 2005 году упразднены деревни Осинник, Балахонцы, Ломовая и посёлок Каменский, в 2008 году — деревни Палашер, Петухи, Рассохи и посёлок Восьмой километр (8 км), в 2011 году — деревня Большая Сутяга, в 2022 году — деревни Высокова, Комино, Лобаны.
В декабре 2023 года упразднена деревня Плеханово.

## Органы местного самоуправления
Структуру органов местного самоуправления округа составляют:
- Березниковская городская дума;
- глава города Березники — глава администрации города Березники (также может именоваться как глава муниципального округа, глава города);
- администрация города Березники;
- контрольно-счётная палата города Березники.

С ноября 2020 по август 2022 года главой городского округа был Светлаков Константин Петрович. В августе 2022 года временно исполняющим обязанности главы округа стал Михаил Шинкарев. В феврале 2023 года главой города избран Казаченко Алексей Алексеевич.

### Территориальные отделы
В рамках администрации муниципального округа сформированы 6 территориальных отделов, которым подчинён ряд населённых пунктов (в скобках — административный центр отдела):
- Берёзовский территориальный отдел — 16 сельских населённых пунктов (с. Берёзовка);
- Орлинский территориальный отдел — 9 сельских населённых пунктов (п. Орёл);
- Пыскорский территориальный отдел —  26 сельских населённых пунктов (с. Пыскор);
- Романовский территориальный отдел — 13  сельских населённых пунктов (с. Романово);
- Троицкий территориальный отдел — 6  сельских населённых пунктов (п. Железнодорожный);
- Усольский территориальный отдел —  1 город (г. Усолье).